# I burattinai
I burattinai (Ringworld) è un romanzo di fantascienza di Larry Niven pubblicato nel 1970, vincitore del premio Hugo e del premio Nebula.
L'opera fa parte del Ciclo dello Spazio conosciuto ed ha avuto tre seguiti, oltre a collegarsi ai numerosi altri romanzi e racconti del ciclo.

## Trama
Nell'anno 2850, quattro esploratori (due umani e due alieni) vengono scelti per esplorare un misterioso Mondo Anello, una struttura artificiale di dimensioni spropositate a forma di anello che circonda una stella. La storia è ambientata in un universo estremamente avanzato, dove sono comuni tecnologie quali il teletrasporto ed astronavi indistruttibili.
Il protagonista è Louis Wu, un avventuriero che ha appena celebrato il suo duecentesimo compleanno. Nonostante l'età, è ancora in condizioni fisiche ottimali grazie all'avanzatissima scienza medica e ai farmaci che rallentano l'invecchiamento.
Nessus è un burattinaio di Pierson, una specie aliena tecnologicamente fra le più avanzate della loro zona di spazio. Il tratto più caratteristico della specie è la codardia, che manifestano rifuggendo anche il più piccolo o remoto pericolo in modo maniacale. Secondo gli standard della sua specie, Nessus è considerato un malato di mente per il solo fatto di avere il coraggio di viaggiare al di fuori del suo pianeta ed è per questo che viene inviato sulla Terra a radunare un gruppo di individui con cui esplorare il Mondo Anello che i Burattinai hanno da poco scoperto.
Speaker-agli-Animali è uno Kzinti, una feroce specie predatrice dai tratti felinoidi con la quale l'umanità ha combattuto diverse guerre in passato. Viene reclutato come capo della sicurezza della missione.
Infine, Teela Brown è un'attraente giovane donna umana che, oltre a non possedere alcuna competenza specifica, parrebbe la negazione stessa dell'esploratrice; tuttavia la sua peculiarità darà un apporto fondamentale all'esito della missione.
Giunti in prossimità della stella inanellata, la Liar viene abbattuta dai laser del sistema automatico di difesa della struttura. Il gruppo dovrà intraprendere un lungo viaggio alla ricerca di un mezzo per far decollare la Liar e far così ritorno nello spazio. 
Durante il percorso, i quattro protagonisti avranno la possibilità di osservare ecosistemi inconsueti e di entrare in contatto con alcune tribù che popolano il Mondo ad Anello. Queste popolazioni conducono una vita primitiva, pur occupando le antiche città edificate dai Costruttori e che ora versano in uno stato di totale abbandono; inoltre, fatto ancora più incredibile e bizzarro, gli abitanti sembrerebbero degli esseri umani.
Il gruppo si troverà dinanzi a numerosi enigmi quali la causa della perdita delle conoscenze tecnologiche da parte degli abitanti, l'identità dei Costruttori del Mondo ad Anello e lo scopo per cui fu realizzato.

## Concetti
Niven include nel romanzo una varietà di specie aliene e di concetti comuni dalle altre storie del ciclo dello spazio conosciuto, fra cui:
- Gli scafi per astronavi della Generals Products, una compagnia dei Burattinai di Pierson, che sono trasparenti solo alla luce visibile e alla gravità e non possono essere distrutti da nulla ad eccezione dell'antimateria.
- Il campo di stasi degli Schiavisti, capace di bloccare il tempo al suo interno; poiché il tempo è quasi fermo, i corpi inclusi nel campo non si deteriorano e non possono subire danno alcuno.
- La tesi che la fortuna sia riconducibile a dei tratti genetici e che possa essere quindi incrementata ricorrendo ad accoppiamenti selettivi.
- Il tasp, uno strumento che induce uno stato di estremo piacere, stimolando mediante l'induzione di corrente elettrica il cervello; è assolutamente privo di effetti collaterali ed è usato per rendere inoffensivo il bersaglio.
- armatura da impatto (Impact armor), un tipo di vestiario flessibile che si indurisce istantaneamente in una forma rigida più resistente dell'acciaio quando subisce una rapida deformazione (dovuta, ad esempio, all'impatto con un proiettile).

## Il Mondo Anello
Il Mondo ad Anello è un habitat artificiale a forma di anello largo circa 1.600.000 chilometri e approssimativamente del diametro dell'orbita terrestre, centrato attorno alla sua stella primaria in cui la forza di gravità viene simulata attraverso la forza centrifuga mediante la rotazione dell'anello. La sua superficie abitabile interna equivale all'area di circa tre milioni di pianeti simili alla Terra. Pareti alte 1600 chilometri lungo i bordi trattengono all'interno dell'anello la biosfera.

## Seguiti e adattamenti
La serie del Mondo ad Anello comprende tre seguiti:
- Il segreto dei costruttori di Ringworld (The Ringworld Engineers, 1980)
- Il trono di Ringworld (The Ringworld Throne, 1996)
- I figli di Ringworld (Ringworld's Children, 2004)

Nel 1980 la Chaosium ha prodotto un gioco di ruolo intitolato RingworldRPG.
La Tsunami Games ha realizzato due videogiochi:
- "Ringworld: Revenge of the Patriarch" del 1992.
- "Return to Ringworld" del 1994.

Nel 2004, il canale televisivo Sci Fi Channel ha annunciato la messa in produzione di una miniserie. Nel 2001 Larry Niven firmò un accordo per la realizzazione di un film, mentre alcune voci davano come regista James Cameron. Ci sono stati anche molti altri tentativi abortiti di adattare il romanzo per lo schermo.

## Edizioni
- Larry Niven, Ringworld, 1970.
- Larry Niven, I burattinai nel cosmo, traduzione di Marisa Aureli, collana Andromeda (collana) n° 1, Dall'Oglio, 1972,  p. 270.
- Larry Niven, I burattinai, traduzione di Marisa Aureli, collana Cosmo Oro n° 94, Editrice Nord, 1988,  p. 231, ISBN 88-429-0391-4.